# 3622 Ilinsky
3622 Ilinsky este un asteroid din centura principală, descoperit pe 29 septembrie 1981 de Liudmila Juravliova.